# Barskinjärvi
Barskinjärvi är en sjö i Övertorneå kommun i Norrbotten och ingår i Torneälvens huvudavrinningsområde. Sjön har en area på 0,084 kvadratkilometer och ligger 105 meter över havet. Sjön avvattnas av vattendraget Liehittäijänjoki.

## Delavrinningsområde
Barskinjärvi ingår i det delavrinningsområde (737431-184171) som SMHI kallar för Mynnar i Puostijärvi. Medelhöjden är 134 meter över havet och ytan är 6,27 kvadratkilometer. Det finns ett avrinningsområde uppströms, och räknas det in blir den ackumulerade arean 20,97 kvadratkilometer. Liehittäijänjoki som avvattnar avrinningsområdet har biflödesordning 3, vilket innebär att vattnet flödar genom totalt 3 vattendrag innan det når havet efter 81 kilometer. Avrinningsområdet består mestadels av skog (80 procent). Avrinningsområdet har 0,09 kvadratkilometer vattenytor vilket ger det en sjöprocent på 1,4 procent.